# Закон Меткалфа

Два телефона позволяют только одно взаимодействие, пять — создают 10 соединений, при двенадцати будет 66 соединений

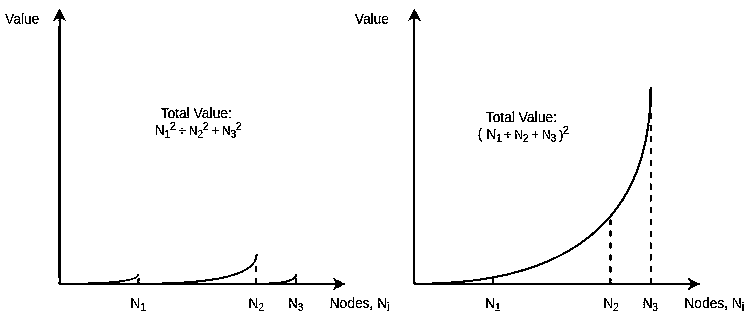
График закона Меткалфа

Закон Меткалфа гласит, что полезность для потребителя участия в сетевом взаимодействии числено измеряется как половине квадрата численности пользователей сети ({\displaystyle n^{2}/2}). Такая оценка полезности опирается на подсчёт количества прямых связей в сети с количеством узлов {\displaystyle n}, которое математически выражено треугольным числом {\displaystyle n(n-1)/2}, что асимптотически при больших {\displaystyle n} стремится к {\displaystyle \sim n^{2}/2}.
Предполагается, что одна прямая связь в сети потенциально приносит участнику 1 условную единицу пользы. Тогда при 5 участниках польза составит 10 (по формуле {\displaystyle n(n-1)/2}), условных единиц, для сети из 10 участников это будет уже 50 единиц и так далее.
Этот закон был впервые сформулирован Робертом Меткалфом в 1980 году, хотя и не с точки зрения пользователей, а скорее с точки зрения «совместимых устройств связи» (телефонов, факсов). После статьи в Forbes 13 сентября 1993 года закон стал ассоциироваться с пользователями Ethernet.
Закон используют для численного описания сетевого эффекта, в том числе в многоуровневом сетевом маркетинге, в социальных сетях и других сетевых структурах.